# Brühl (Baden)

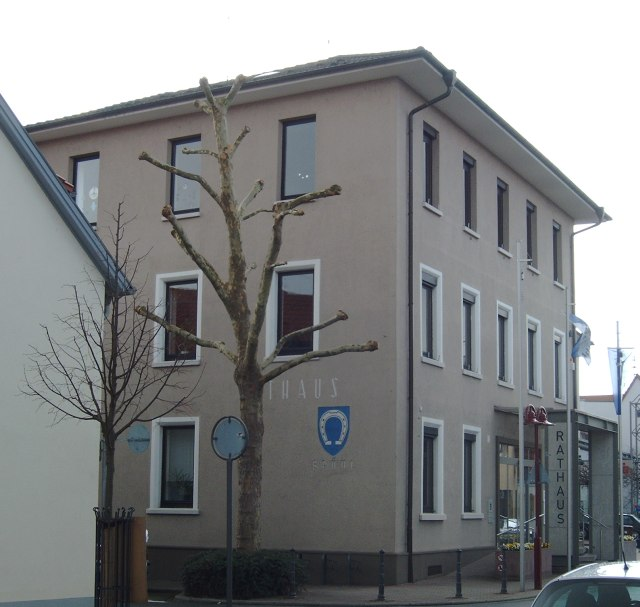
Tòa thị chính

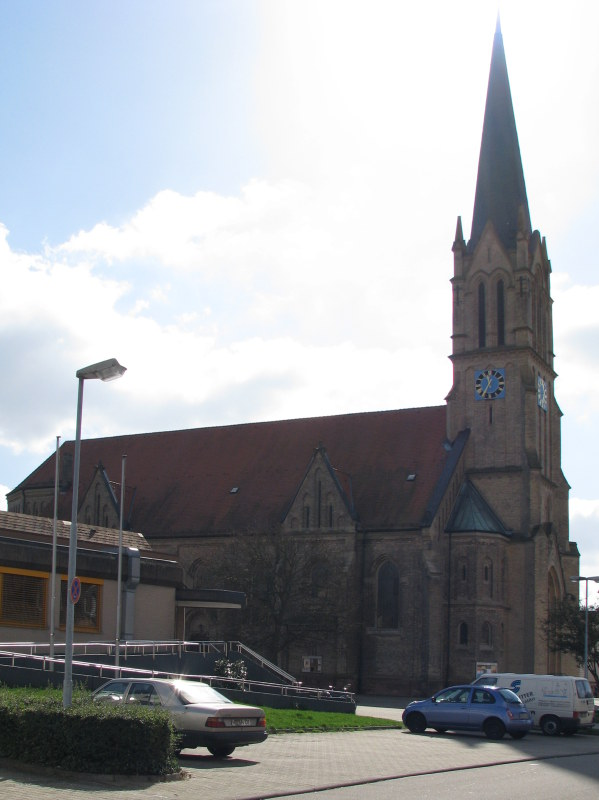
Nhà thờ Công giáo

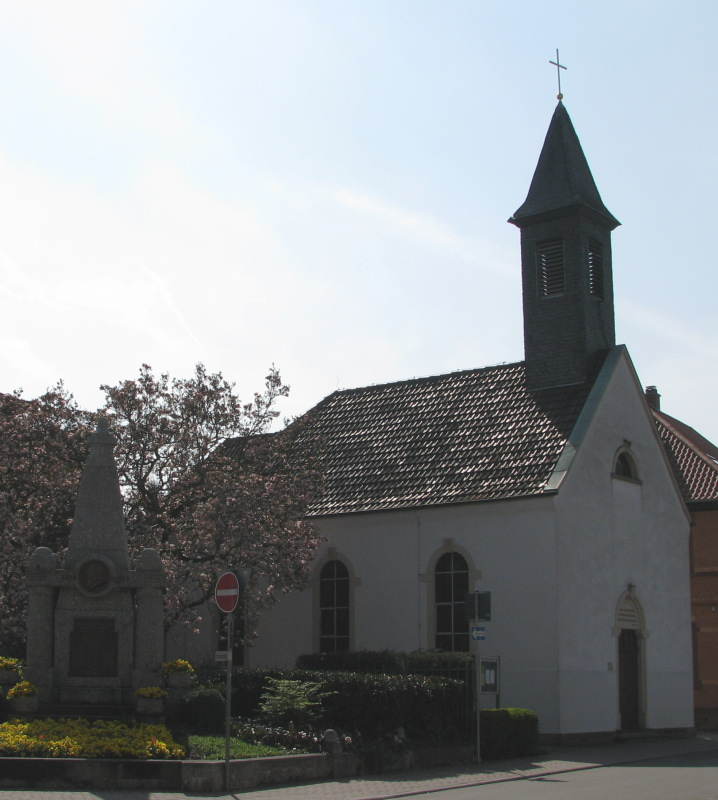
Nhà thờ Tin Lành

Brühl (phát âm [bʁyːl] ⓘ) là một đô thị nằm ở huyện Rhein-Neckar, thuộc bang Baden-Württemberg, Đức.